# Загађење воде
Загађење воде је контаминација водених система (нпр. језера, река, океана, издана и подземних вода). Загађење воде се јавља кад се загађивачи директно или индиректно испуштају у воду без адекватног третмана за уклањање штетних једињења.
Загађење воде утиче на биљке и организме који живе у тим воденим системима. У скоро свим случајевима ефекат је штетан не само за индивидуалне врсте и популације, него за целокупну биолошку заједницу.
Главни загађивачи су отпадне воде, док штету спречавају системи за обраду отпадних вода. Загађење воде може бити биолошко, термално, хемијско и физичко.

## Општи проблеми
Вода је животна средина у којој је настао живот и без чисте и здраве воде нема живота. Већина река, нарочито у развијеним земљама света, постале су канали отпадних вода. Индустријске и комуналне отпадне воде превазишле су капацитете водених токова, па вода није у стању да те отпадне материје разгради. Велике реке у Европи носе тоне штетних супстанци (нпр. соли тешких метала: живе, олова, кадмијума, те целулозну пулпу, уља, детерџенте и др.), па се не могу користити за пиће и рекреацију.
Свесност о загађењу вода, као и сам овај проблем постоје одавно. У 18. веку забележена је реченица: Река Рајна — то је знано — пере Келн, племенити град, али реците која је то божанска сила која ће опрати реку Рајну? Упркос тим раним сазнањима, загађење је најзначајнији и најактуелнији проблем данашњице. Воде су контаминираније него раније. Висла, Лаба, Одра и још неке велике европске реке постале су готово сасвим без риба. У случају највећег тренутног загађења, пола протицаја француске Сене низводно од Париза чине отпадне воде. Поређења ради, Парижани су до краја 18. века воду пили директно из басена Сене, што би данас довело до здравствених последица.
Сем здравствених проблема, загађење ствара и многе друге, често неочекиване проблеме. Тако се река Кајахога, која се код Кливленда улива у америчко језеро Ири, током своје историје запаљивала чак тринаест пута. То се догодило јер кроз њу протиче велика количина нафте, а једном приликом, 1952, настао пожар је у потпуности уништио дрвени железнички мост. Услед лошег еколошког стања, у реци се развијају биљке, животиње и микроорганизми којима штетне материје погодују (анабена, ешерихија коли), док други живи организми одумиру или се разбољевају.

## Нечистоће
Нечистоће у води се разграђују помоћу разграђивача. Међутим, ако су ти процеси неприродни и вода оптерећена великим количинама штетних супстанци, потребан је довод раствореног кисеоника ради повећаних оксидационих процеса. Због тога се смањује количина кисеоника потребног живим бићима (биљке, рибе и др.). У крајњем случају, недостатак кисеоника доводи до угинућа живих бића у води и таква вода постаје мртва. У таквој води могу живети само анаеробне бактерије, које могу живети без кисеоника. Према проценама, у мора и океане годишње се испусти око 6 милиона тона нафте и њених деривата, 200.000 тона оловних једињења, 5.000 тона живе и огромне количине пестицида.
Потрошња воде по становнику зависи од нивоа стандарда у одређеној држави и креће се од 10. до 1.500 л/становнику на дан, а у изразито развијеним државама и више. Пестициди, чија производња у свету износи око 25.000 тона годишње, и соли тешких метала ушли су у све ланце исхране. Доказано је да се концентрација отрова повећава кроз карике ланаца исхране, а како се човек налази на крају тих ланаца, припада му највише тих отрова. Данас су посебно загађена и угрожена приобална мора у Европи (Средоземно, Јадранско и Балтичко) која чине мале затворене екосистеме. Реке које дотичу у та мора доносе тоне отпадних супстанци, пестицида, соли тешких метала, детерџената и др.

## Отпадне воде
Осим тога, знатне количине нафте и њених деривата доспевају у мора и океане као последица удеса танкера и кварова на нафтним платформама. Вода је незамењива у великом броју технолошких поступака. Познати су подаци о потрошњи технолошке воде по јединици производа у неким гранама индустрије. Ако се у водене токове испуштају фосфати и нитрати из вештачких ђубрива, детерџенти из домаћинстава и хемијске индустрије те филтрат из депонија отпада, тада те материје потпомажу раст водених алги, које имају изражену потребу за кисеоником. Тиме се вода још више осиромашује са кисеоником. Угинућем и труљењем тих алги троше се и последње залихе кисеоника у води, што доводи до гашења живота.
Река По у Италији доноси тоне отпада, пестицида и вештачких ђубрива. Тако настаје „цветање воде“ у делу Јадранског мора. Због недостатка кисеоника долази до угинућа алги, што условљава стварање слузи на површини воде и угинућа живог света испод површине воде. Осим наведених, постоји читав низ загађивача који су наизглед занемарљиви, али су у стварности врло опасни. Типичан пример таквог загађивача је испуштање уља из моторних возила.
Колико је озбиљно загађење ове врсте довољно говори податак да је 1л потрошеног уља у стању да загади око 1 милион литара воде. Према проценама, на планети Земљи има 1,4 милијарди km³ воде. Од тога само 0,8% отпада на слатку воду у подземним водотоковима, рекама и језерима. С повећањем стандарда људи, урбанизацијом и с развојем индустријске производње, потрошња воде стално расте. Паралелно са порастом потрошње воде, повећава се и количина произведених отпадних вода.

## Болести загађења
Болест загађења је свака болест узрокована контаминираним стварима, у конкретном случају, водом. Загађење воде показују колиформне бактерије, које у овом окружењу обитавају. Сем њих, постоје и други микроорганизми који живе у загађеној води (па самим тим и храни), а узрочници су болести загађења. Најизраженије је присуство следећих врста:
- (мелиоидоза)
- (криптоспоридиоза)
- (гијардија)
- (салмонелоза)
- (гастроентеритис)
- паразитски, а првенствено пљоснати црви

Сем микробиолошких, постоје и друге болести загађења. Најбољи пример су Четири велике болести загађења Јапана. Прве две су Минамата и Нигата обољења — тровање живом која се биоакумулирала у риби услед испуштања отпадних вода у море. Жива је коришћења као катализатор за оксидацију етанола у етанал. Симптоми су били немогућност прављења уједначених или икаквих покрета, смањење видног поља, парализа, кома и смрт.
Трећа је Јокаичи астма — тровање сумпор-диоксидом и азот-диоксидом услед паљења петролеума и сирове нафте. Симптоми су били распад плућа, хронични бронхитис и бронхијална астма. Четврта је Итај-итај болест (буквално јао-јао) — тровање кадмијумом који је испуштен у реке током ископавања руда. Симптоми су јаки болови у целом телу услед слабости и кртости костију.
Још један случај који је старији, мање познат и мање опасан, па не спада у Велике болести загађења, јесте Тороку болест — тровање арсеном испуштеним из оближње фабрике који се излио у реку, а који је изазивао промене на кожи и рак коже.

## Класе загађења
Загађеност воде је у блиској вези са повећаним потребана становништва за ресурсима, што обично прати пораст становништва, развој привреде и технологије, као и раст животног стандарда. Од искоришћене чисте воде, настаје прљава, отпадна вода, која штети екосистему уколико се претходно не пречисти. Доспевањем у реку, на пример, отпадне воде мењају њена физичка (боја, мирис, укус, температура, провидност), хемијска (састав) и биолошка својства (присуство таксона). На основу ових својстава обликованих спољашњим утицајима, одређује се квалитет воде. Даље се, према одређеном квалитету, врши категоризација вода, првенствено водотока (река) по класама. Уобичајена је подела на четири класе чистоће.
Прву класу квалитета воде имају мањи планински водотоци и горњи токови малтене свих река. Ова вода је веома чиста и питка. У њој живе пастрмке, на нечистоће веома нетолерантне рибе. Овакву воду имају Студеница, Рзав, Пива, Тара, Дрина (до Фоче) и друге.
Другу класу квалитета воде има трећина река. У овој води нема племенитих врста риба, а пре коришћења за пиће и прехрамбену индустрију морају се пречистити. Воду са овим особинама имају Дунав, Дрина (од Србиња), Голијска Моравица, Црни и Бели Тимок, Рашка, Бели Дрим, Бојана.
Трећу класу квалитета воде имају претежно велике реке. Она је искључиво техничка вода, а није погодна ни за водоснабдевање, купање и осетљиве индустрије (прехрамбена и фармацеутска). Овакву воду имају Сава, Тиса, Велика Морава, Западна Морава, Јужна Морава, Колубара, Топлица.
Четврту класу квалитета воде имају многи мањи водотоци, издвојени сектори река низводно од већих загађивача и доњи токови већих река. Ова вода је загађена у тој мери да се не може користити ни у које друге сврхе сем за пловидбу и хидроенергетику. Воду ове класу имају Бегеј, Ђетиња, Ситница, Ресава (низводно од рудника угља), Лепеница (низводно од Крагујевца), Нишава (низводно од Ниша). Известан број река се сврстава у водотоке „ван класе“. Такве су Топчидерска, Приштевска и Борска река. Њихове воде се често скоро па црне. Засићене су киселинама насталим сепарацијом и електролизом руда. Нема трагова живота.

## Спречавање
Како се сам процес загађивања воде тешко може спречити, заштита вода првенствено је усмерена на смањење утицаја отпадних вода, у најбољем случају, потпуно отклањање икаквог утицаја. То се ради кроз опште еколошке мере (радне акције, еколошки активизам), као и кроз мере специфичне за случај вода (образовање појединаца на пољу значаја воде за планету Земљу). У принципу, најважније је следеће:
- утврђивање квалитета воде и могућности водотока да прими отпадне воде
- регистровање свих познатих загађивача, њихову локацију и степен загађивања
- вршење сталне контроле отпадних вода у близини водотока
- пречишћавање отпадних вода ( системи за обраду отпадних вода)
- измештање индустрије на места на којима ће загађивање бити минимално
- подизање свести појединаца о неопходности чисте и питке воде (енвиронментализам)